# El Pintor
Albums de Interpol
Interpol
(2010) Marauder
(2018)
Singles
1. All the Rage Back Home
Sortie : 12 août 2014

El Pintor est le cinquième album studio du groupe américain de rock indépendant Interpol sorti le 8 septembre 2014 par Matador Records. El Pintor (Le peintre en Espagnol) est une anagramme d'Interpol. Il s'agit du premier album du groupe après le départ du bassiste Carlos Dengler.

## Liste des chansons
Toutes les chansons sont écrites et composées par Interpol.
| No  | Titre                  | Durée |
| --- | ---------------------- | ----- |
| 1.  | All the Rage Back Home | 4:22  |
| 2.  | My Desire              | 5:00  |
| 3.  | Anywhere               | 3:12  |
| 4.  | Same Town, New Story   | 4:09  |
| 5.  | My Blue Supreme        | 3:09  |
| 6.  | Everything Is Wrong    | 3:32  |
| 7.  | Breaker 1              | 4:13  |
| 8.  | Ancient Ways           | 3:00  |
| 9.  | Tidal Wave             | 4:17  |
| 10. | Twice as Hard          | 4:56  |

## Musiciens
- Paul Banks – chant, guitare rythmique, guitare basse, production
- Daniel Kessler – guitare solo, piano (10) , production
- Sam Fogarino – batterie, percussions, production